# Márkus Alfréd
Márkus Alfréd, Márkus Frédi, külföldön Fred Markush (Újpest, 1883. február 20. – New York, 1946. október 30.) magyar zeneszerző, karmester.

## Életpályája
Márkus Jakab és Berkovits Leonóra fiaként született zsidó családban, a pesti bohémvilágban Márkus Frédi. A fővárosban kezdte tanulmányait. A kereskedelmi akadémia elvégzését követően 1906-1907-es tanévben megkezdte a Zeneakadémiát zeneszerzés szakon Koessler Jánosnál, de még az első évfolyamon kimaradt.  1902 óta foglalkozott zenével.
1902 júniusában a Zenelap című közlöny folyóirat a „Magyarországi zenészek egyesületének” tagjai között üdvözölte, de egy évvel később a lap már a tagdíjhátralékosok között hozta a nevét. 
1903-ban a budapesti József Főherczeg Fővédnöksége Alatt Álló Nemzeti Zenede zeneszerzési tanszakjának elsős ifjak osztályának növendéke volt, de az iskolai értesítőből kiderült, hogy vizsgát nem tett. Tanára Aggházy Károly volt.
Eleinte a Népszínháznál volt korrepetitor, de a Népszínház megszűnt, majd vidéken Balogh Árpád, Deák Péter és Zilahy Gyula aradi színigazgatónál dolgozott, később a Royal Orfeumhoz került, ahol zenei vezető lett. A nagyváradi Zöldfa-vendéglő zongoristája Ady Endre idejében. Sosincs pénze, a főpincér fizet helyette. A szórakoztató zene területén komponál legteljesebb sikerrel, amit ír előadják, neve jó márka, slágerszerző, a "pesti hangot" képviseli. 1915. február 23-án Budapesten, a Józsefvárosban házasságot kötött Mezei Ilona primadonnával, Mezei László és Dietrichstein Fánni lányával.
1940 és 1944 között az Országos Magyar Izraelita Közművelődési Egyesület karmestere volt. Nagy Endre, Harsányi Zsolt, Békeffi László, Kőváry Gyula verseire írt kuplékat, melyeket népszerű énekesek adtak elő. Nagy sikernek örvendtek operettjei is. Az angol és amerikai zeneműkiadóknál megjelent kupléit Fred Markush néven publikálták.
1939 után származása miatt már nem írt darabokat, filmzenéket Magyarországon, a második világháború után írhatott volna, de ekkor már Nyugaton nem volt divatos (fashionable), nem volt elegáns. 1946-ban váratlanul hunyt el New York-ban.

## Fontosabb művei
- Férjhez ment a feleségem (1921)
- Tisztelt ház (1934)
- A csodahajó (1937)
- Csöpi (1941)
- Első emelet 7. (1943)

## Operettjei
- Katica, (1929)
- A csúnya lány, (1930, énekes-táncos vígjáték 3 felvonásban, 4 képben) (Írta: Vadnai László, verseit: Harmath Imre. Bem. 1930. febr. 7. Fővárosi Művész Színház, 50-edszer: 1930. márc. 28.)
- A nőtlen férj, (1930)
- Tessék beszállni, (1933)
- Tessék kiszállni, (1933)
- Csak azért is, (1934)
- Csodahajó, (1937)
- Nem leszek hálátlan (1939)

## Egyéb színpadi művei
- Férjhez megy a feleségem, (énekes vígjáték 3 felvonásban; társszerzők: Bródy István és Bródy Miklós), bem. 1921. április 16. Eskütéri Színház
- Marci (énekes bohózat 3 felvonásban; írta: Engel, Horst, ford.: Mérei Adolf), bem. 1916. június 16., Budai Színkör

## Filmzenéi
- Meseautó (1934)
- Maga lesz a férjem (1937)
- Lovagias ügy (1937)
- Nehéz apának lenni (1938)

## Slágerek
- Meseautó
- Ali baba
- Stux maga vérbeli párizsi lett
- Oly jól csúszik ez a banánhéj
- Az vesse az első követ magára
- Csak egy kicsikét hunyja be a szemét
- Good by Honolulu
- Az én babám egy fekete nő
  - stb.